# Michaela Tschuor
Michaela Tschuor-Naydowski (geboren am 26. September 1977) ist eine Schweizer Politikerin (Die Mitte). Sie wurde 2023 in den Regierungsrat des Kantons Luzern gewählt.

## Leben

### Herkunft, Ausbildung und Beruf
Tschuor ist im Ruhrgebiet geboren worden. Ihr Vater ist ein Manager aus einem deutsch-schlesischen Geschlecht. Sie wuchs in Ennepetal auf. Nach mehreren Umzügen als Kind lebte sie ab ihrem 13. Lebensjahr in Brittnau. Als Jugendliche zog sie mit ihrer Familie in den Kanton Luzern.
Tschuor studierte an der Universität Zürich Rechtswissenschaften und schloss mit dem Lizentiat ab. Sie promovierte bei Brigitte Tag über medinzinrechtliche und medizinethische Aspekte des Spätabbruchs von Schwangerschaften.
Beruflich war sie nach dem Studium zunächst in einer Wirtschaftskanzlei in Zürich tätig, danach am Bezirksgericht Bülach. Seit 2007 bis zu ihrer Wahl als Regierungsrätin arbeitete sie als Unternehmensjuristin und Mitglied der Klinikleitung einer Kleintierklinik mit rund 80 Mitarbeitenden.

### Politische Karriere
Tschuor wurde 2012 in den Gemeinderat von Wikon gewählt und übernahm das Amt der Sozialvorsteherin. Vor ihrer Kandidatur für den Gemeinderat trat sie in die CVP, die Vorgängerpartei der Mitte, ein, obwohl sie auch einen Betritt zur GLP in Betracht zog. Nach einer politisch unruhigen Zeit in der Gemeinde wurde sie 2019 Gemeindepräsidentin.  Im selben Jahr wurde sie auch Vizepräsidentin der Luzerner Kantonalpartei der Mitte.
Im Sommer 2022 rückte sie nach dem Rücktritt von Ludwig Peyer in den Kantonsrat nach.
Für die Gesamterneuerungswahlen 2023 im Kanton Luzern übernahm sie in ihrer Partei das Amt der Wahlkampfleiterin. Nach dem überraschenden Rücktritt von Guido Graf entschloss sie sich zur Kandidatur für den Regierungsrat. Sie konnte sich innerparteilich gegen drei andere Kandidatinnen durchsetzen. Bei den Wahlen wurde sie im ersten Wahlgang gewählt. Sie übernahm das Gesundheits- und Sozialdepartement.

### Privates
Tschuor ist verheiratet, Mutter von drei Kindern und lebt in Wikon. Sie ist schweizerisch-deutsche Doppelbürgerin.

## Schriften
- Michaela Tschuor-Naydowski: Der Spätabbruch in der Schweiz: eine rechtswissenschaftliche und medizinethische Betrachtung. Schulthess, Zürich 2014, ISBN 978-3-7255-7069-0 (Dissertation).